# Manu Bhakerová
Manu Bhakerová (* 18. února 2002, Goria, Harijána) je indická sportovní střelkyně.
Jejím prvním úspěchem byla stříbrná medaile z mládežnického mistrovství Asie v roce 2017. Na Letních olympijských hrách mládeže 2018 zvítězila ve střelbě ze vzduchové pistole. Téhož roku vyhrála v této disciplíně Hry Commonwealthu. V roce 2019 vytvořila juniorský světový rekord 244,7 bodů. Na Letních olympijských hrách 2020 byla dvanáctá na 10 m ze vzduchové pistole, patnáctá na 25 m z libovolné pistole a sedmá v soutěži smíšených dvojic. V roce 2021 získala na Univerziádě zlaté medaile v soutěži žen i družstev. Na juniorském mistrovství světa 2021 v Limě získala čtyři zlaté medaile na 10 m jednotlivkyň, ženských družstev a smíšených družstev a na 25 m ženských družstev.
Na mistrovství světa ve sportovní střelbě v roce 2022 získala stříbrnou medaili v soutěži družstev. Na dalším světovém šampionátu v roce 2023 byla členkou vítězného družstva. V tomto roce také s indickým ženským týmem vyhrála Asijské hry. Na Letních olympijských hrách 2024 získala bronzové medaile ve střelbě na 10 metrů ze vzduchové pistole žen a se Sarabžotem Singhem v soutěži smíšených dvojic. Stala se tak první indickou držitelkou dvou medailí z jedné olympiády. Získala ocenění Khel Ratna a byla vyhlášena indickou sportovkyní roku 2024.